# Kamil Tolon
Kamil Tolon (Istanbul, 29 febbraio 1912 – 23 luglio 1978) è stato un imprenditore turco.

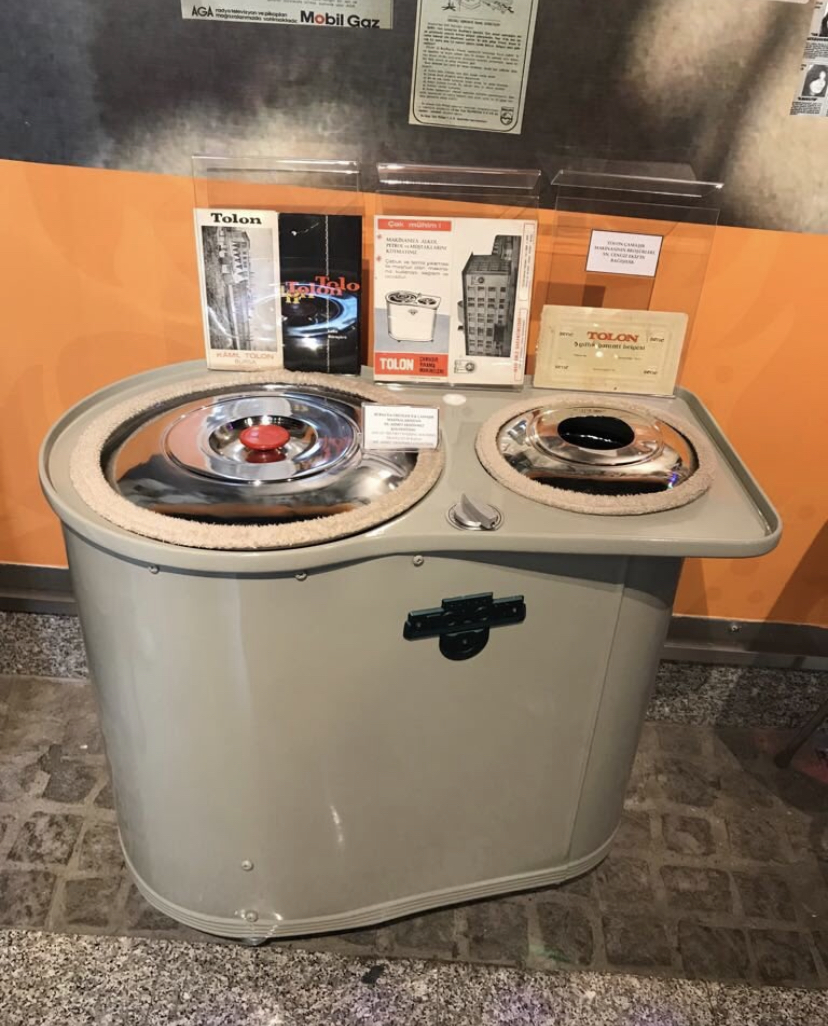
Tolon lavatrice (1950s)

Quando si laureò al college nel 1935, fu nominato osservatore PTT. Successivamente, con Fahri Batıca, hanno aperto un negozio. In questo negozio hanno prodotto la prima lavatrice in Turchia. Successivamente, il suo compagno di classe Adnan Menderes suggerì a Kamil Tolon di produrre un motore elettrico. Successivamente, costruì il primo motore elettrico in Turchia.